# اليهودي الحالي
اليهودي الحالي رواية للروائي اليمني علي المقري. صدرت الرواية لأوّل مرة عام 2009 عن دار الساقي في لندن. ودخلت في القائمة الطويلة للجائزة العالمية للرواية العربية لعام 2011، المعروفة باسم «جائزة بوكر العربية».

## حول الرواية
يروي الكاتب اليمني «علي المقري» في هذه الرواية حكاية تبدأ في إحدى قرى اليمن، عندما تقوم ابنة إمام مسلم – وهي فتاة مراهقة – بتعليم فتى يهودي القراءة والكتابة بالعربية. فيقعان في حب بعضهما البعض، وعندما يقرران الهرب إلى صنعاء كي يظلا معًا، لا يخطر على بالهما النتائج التي ستنجم عن قرارهما هذا.